# Festival panafricain d'Alger 1969
Pour plus de détails, voir Fiche technique et Distribution.
Festival panafricain d'Alger 1969 est un film documentaire franco-germano-algérien réalisé par William Klein en juillet 1969 à Alger. 
Le film retrace les événements les plus importants du premier Festival panafricain d'Alger ; il dénonce aussi les affres du colonialisme et les séquelles du néocolonialisme en utilisant un montage subtil d'images d'archives.

## Synopsis
William Klein suit les principales étapes du festival qui fut qualifié d'« opéra du tiers-monde » à sa manière particulière : le spectateur est plongé au milieu de l'action, particulièrement dans les images du défilé des troupes lors de l'ouverture du festival et celles du saxophoniste Archie Shepp improvisant en compagnie de musiciens algériens. Miriam Makeba, l'icône du festival, est immortalisée par le réalisateur de Who Are You, Polly Maggoo, le documentaire la montre sur scène, répétant dans sa chambre d'hôtel en compagnie d'autres musiciens.
Le film montre aussi des images de l'exploitation coloniale des africains et des luttes d’indépendance des mouvements révolutionnaires en Afrique (FLN, MPLA, PAIGC, Frelimo, ANC)’.
Le film s'ouvre sur les questions : « Qu'est-ce que l'Afrique ? », « Qu'est-ce que le Festival ? », « Qu'est-ce que la culture ? ». Il se clôt avec cette affirmation : « La culture africaine sera révolutionnaire ou ne sera pas ».

## Fiche technique
- Titre : Festival panafricain d'Alger 1969
- Réalisation :	William Klein
- Scénario :  William Klein
- Photographie :  Dahou Boukerche, Michel Brault, Bernard Gosselin, Nasreddine Guenefi, William Klein, Smaïl Lakhdar-Hamina, Yann Le Masson, Pierre Lhomme, Ali Maroc, Dominique Merlin, Bruno Muel, Guy Vernadet,
- Montage :  Anne-Marie Deshayes, Valérie Mayoux, Jacqueline Meppiel, Ragnar, Jean Ravel
- Producteur :
- Société de production :
- Société de distribution :
- Pays de production :  Algérie |  France |  Allemagne de l'Ouest
- Langue :  Français,  Anglais
- Tournage : en juillet 1969 à Alger
- Format : Couleur — 35 mm — 1,37:1 — Son : Dolby Stereo
- Genre : Film documentaire, Film musical
- Durée : 110 minutes (1 h 50)
- Date de sortie :
  - France : 1969

## Distribution
- Nina Simone : elle-même
- Archie Shepp : lui-même
- Miriam Makeba : elle-même
- Marion Williams : elle-même
- Amilcar Cabral : lui-même
- René Depestre : lui-même
- Armando Guebuza : lui-même
- Mazisi Kunene : lui-même
- Johnny Makatini : lui-même
- Daniel Maragnès : lui-même
- Oscar Monteiro : lui-même
- Stephen N'Komo : lui-même
- Agostinho Neto : lui-même
- Mário Pinto de Andrade : lui-même

## Distinctions
Le film a été présenté à la Quinzaine des réalisateurs, en sélection parallèle du festival de Cannes 1971.